# Herrlee Glessner Creel
Herrlee Glessner Creel (Chicago, 1905. január 19. – Palos Park, Illinois, 1994. június 1.; kínai neve pinjin hangsúlyjelekkel: Gù Lǐyǎ; magyar népszerű: Ku Li-ja; kínaiul: 顾理雅; hagyományos kínai: 顧理雅) amerikai sinológus.

## Élete, munkássága
Creel 1927-ben végzett a Chicagói Egyetemen, majd 1929-ben itt szerzett doktori fokozatot is a Sinism: A Study of the Evolution of the Chinese World-view című disszertációjával. Posztdoktori képzése után, 1931-től 1935-ig Harvard-Yenching Intézet (1931-1935) munkatársa volt. 1936-ban elfogadott egy állást a Chicagói Egyetemen, ahol kínai történelmet és nyelvet oktatott, majd 1937-től korai kínai irodalmat is adjunktusként. 1941-ben docenssé nevezték ki. Jelentős szerepet játszott az egyetem távok-keleti tárgyú könyvtárának bővítésében is. Kutatási szakterülete a kínai írás történeti vizsgálata, az ókori kínai szövegek filológiája és a kínai filozófia. Hosszú betegség után, 89 éves korában, 1994-ben hunyt el.

## Főbb művei
- Sinism: A Study of the Evolution of the Chinese World-View (1929)
- "On the Nature of Chinese Ideography". T'oung Pao 32 (1936), S. 85-161.
- The Birth of China: A Study of the Formative Period of Chinese Civilization (1937)
- "On the Ideographic Element in Ancient Chinese." T'oung Pao 34 (1938), S. 265-294.
- Chinese Writing (1943)
- Newspaper Chinese by the Inductive Method (1943) with Teng Ssu-yu
- Literary Chinese by the Inductive Method, 3 Bände (1938-1952) Band I The Hsiao Ching; Band II Selections from the Lün Yu; Band III The Mencius, Hrsg., mit Tsung-Ch'ien Chang und Richard C. Rudolph
- Studies in Early Chinese Culture (1948)
- Confucius, the Man and the Myth (1949) as Confucius and the Chinese Way (1960)
- Chinese Thought from Confucius to Mao Tse-Tung (1953)
- Origins of Statecraft in China (1970) Volume One. The Western Chou Empire
- Shen Pu-hai. A Chinese Political Philosopher of the Fourth Century B.C. (1974)
- What is Taoism?: and other Studies in Chinese Cultural History (1977)